# Gumiel de Hizán
Gumiel de Hizán är en ort i Spanien.   Den ligger i provinsen Provincia de Burgos och regionen Kastilien och Leon, i den centrala delen av landet, 150 km norr om huvudstaden Madrid. Gumiel de Hizán ligger 861 meter över havet och antalet invånare är 698.
Terrängen runt Gumiel de Hizán är platt. Runt Gumiel de Hizán är det ganska tätbefolkat, med 83 invånare per kvadratkilometer. Närmaste större samhälle är Aranda de Duero, 11,4 km söder om Gumiel de Hizán. Trakten runt Gumiel de Hizán består till största delen av jordbruksmark.